# 아이치 B7A
아이치 B7A(영어: Aichi B7A; 일본어: 流星)는 류세이는 태평양 전쟁 당시 일본 해군이 사용한 뇌격기로, 뇌격기인 나카지마 B6N과 급강하 폭격기인 요코스카 D4Y를 통합하여 대체하려던 기체이다. 어찌보면 일본식 커티스 SB2C 헬다이버와 유사한 기종이라고 할 수 있다. 연합국 코드명은 그레이스.

## 같이 보기
- 더글러스 A-1 스카이레이더